# Duch oporu
Duch oporu – album studyjny rapera Bisza i producenta muzycznego Radexa. Wydawnictwo ukazało się 4 października 2019 roku nakładem wytwórni muzycznej Pchamytensyf.

## Lista utworów
Opracowano na podstawie materiału źródłowego.
1. „Duch oporu” (Syntezator – Jacek Kita)
2. „Białe batuty” (Syntezator – Jacek Kita)
3. „Światło wody” (refreny – Radek „Radex” Łukasiewicz, zwrotki – Jarosław „Bisz” Jaruszewski, mix – Bartosz Dziedzic)
4. „Oflajn”
5. „Kość” (wsparcie aranżacyjne – Darek Łapiński)
6. „Zysk albo śmierć” (refreny – Radek „Radex” Łukasiewicz, zwrotki – Jarosław „Bisz” Jaruszewski)
7. „Margines”
8. „Zmienne prądy”
9. „Pokaż mi język” (refreny – Radek „Radex” Łukasiewicz, zwrotki – Jarosław „Bisz” Jaruszewski)
10. „Lascaux”
11. „Koniec historii”

## Twórcy
Opracowano na podstawie materiału źródłowego.
| - Bisz - teksty (utwory: 1, 2, 4, 5, 7, 8, 10,11) - Radex - miksowanie, muzyka, produkcja - Adam Toczko - miksowanie, mastering - Adam Wardin - inżynier dźwięku - Piotr Zawałkiewicz, Soundhike - okładka i grafiki - Kobas Laksa - koncepcja wizualna, projekt graficzny, zdjęcia - Adrianna Rosińska - promocja |